# Gaspar Llamazares
Gaspar Llamazares Trigo (Logroño, 28 de noviembre de 1957) es un político y médico español, concejal del Ayuntamiento de Oviedo desde 2023 por Izquierda Unida. Destacó por ejercer de coordinador general de dicha formación entre 2000 y 2008, sucediendo a Julio Anguita. Su periodo de coordinación se caracterizó por el propósito de adoptar políticas ecosocialistas, marcando diferencias con el Partido Comunista de España (PCE). Sin embargo, en las sucesivas elecciones IU continuó perdiendo representación. Tras los resultados de las elecciones generales de 2008 en las que IU solamente logró dos escaños, Llamazares presentó su dimisión como coordinador, un mes antes de la IX Asamblea Federal. En octubre de 2008 fue relevado por Cayo Lara.
Su corriente de pensamiento se mantuvo en el seno de IU con el nombre de llamazaristas o Izquierda Abierta, que en 2012 se transformó en un partido político integrado en IU.
Durante quince años, de 2000 a 2015, fue diputado por Asturias y Madrid en el Congreso. En las elecciones autonómicas de 2015 fue cabeza de lista por IU y aspirante a la presidencia de la comunidad autónoma. El 21 de enero de 2019 renunció a su acta de diputado regional y anunció que no se presentaría a las primarias para ser candidato de IU en las elecciones del 26 de mayo de ese mismo año. El 1 de febrero se dio de baja en IU.
En 2023 fue anunciado como candidato de la coalición electoral Convocatoria por Oviedo (formada por Izquierda Unida, Más País e Izquierda Asturiana) a la alcaldía de Oviedo en la elecciones municipales de ese año y consiguió ser electo concejal del Ayuntamiento de Oviedo.

## Biografía
Segundo de una familia de seis hermanos, pasó su infancia y juventud en Salinas, una localidad del concejo asturiano de Castrillón. Estudió en las facultades de Medicina de la Universidad Autónoma de Madrid y de Oviedo, donde terminó los estudios de licenciatura. La profesión de médico le viene de tradición familiar ya que su padre también fue médico.
Fruto de su actividad política como representante de los estudiantes de medicina en la universidad, acabó fundando la revista Bocetos, una revista donde se pretendía plantear un enfoque más social de la medicina frente a los paradigmas biologicistas que por entonces dominaban la ciencia médica. Posteriormente complementó sus estudios con un máster de Salud Pública en la Universidad de La Habana. En 1985 se incorporó como docente en el Departamento de Medicina Preventiva de la Universidad de Santiago de Compostela y más tarde en la Unidad docente de medicina de familia en Cazoña (Cantabria).

## Actividad política

### Inicios
Inició su actividad política en el Partido Comunista de Asturias en 1981, mediante la participación en la agrupación de Castrillón y en la Comisión de Salud del Comité Central. En 1988 fue elegido secretario general y coordinador general de Izquierda Unida en Asturias, venciendo al sector liderado por Gerardo Iglesias. En 1991 entró como diputado en la Junta General del Principado de Asturias, fue portavoz del grupo parlamentario de Izquierda Unida y continuó una colaboración mantenida hasta entonces con los sucesivos gobiernos socialistas de la región. En 1995 fue uno de los protagonistas de la polémica ruptura con el Partido Socialista Obrero Español, que llevó al Partido Popular al gobierno de Asturias.

### Coordinador General de IU (2000-2008)
En clave nacional, a finales de 1999 Julio Anguita renunció a seguir encabezando la coalición para las elecciones generales del año siguiente debido a varios episodios cardiovasculares, y fue sustituido por Francisco Frutos. Este aplicó una política de acercamiento al PSOE que supuso a la postre el fracaso de ambos partidos y la victoria por mayoría absoluta del PP, aunque el descalabro fue mayor para IU que perdió 13 diputados y la mitad de su electorado.[cita requerida] Llamazares, por su parte, obtuvo acta de diputado en el Congreso por Asturias. Ese mismo año, aunando los votos de diversas corrientes de IU críticas con la dirección saliente, fue elegido en la VI Asamblea Federal como Coordinador General por un estrecho margen frente a Francisco Frutos.

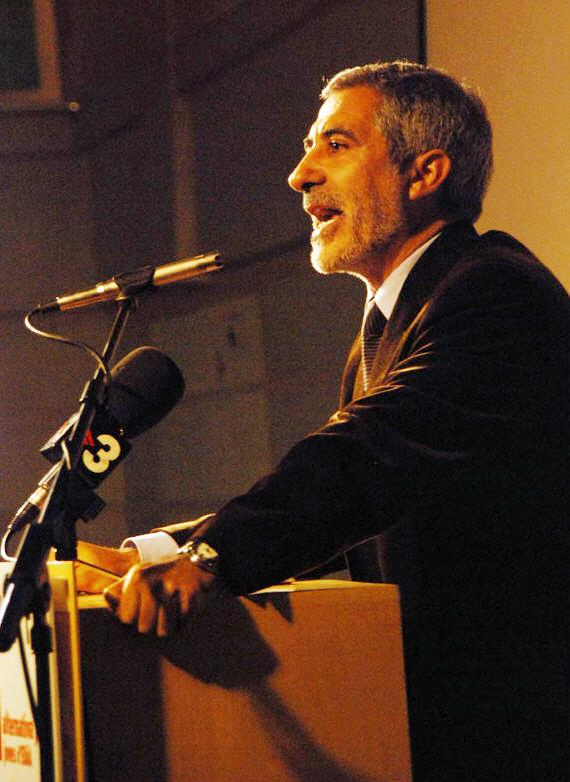
Llamazares en 2007.

Gaspar Llamazares coordinó IU apoyándose en el PSOE y con una política de enfrentamiento con el PCE, liderada por Francisco Frutos, y restauró las relaciones con Iniciativa per Catalunya Verds (ICV), al tiempo que mantenía a Esquerra Unida i Alternativa (EUiA) como referente formal en Cataluña. Asimismo, trató de imprimir a IU una orientación más ecosocialista que comunista o libertaria. En 2001, Ezker Batua-Berdeak (IU-EB) se integró en el Gobierno vasco pactando con el Partido Nacionalista Vasco (PNV) y Eusko Alkartasuna (EA). En 2002 IU se abstuvo en la ilegalización de Batasuna al manifestar Llamazares su oposición a la Ley de Partidos. 11 años después sí se mostró a favor de la ilegalización de la ultraderechista Alianza Nacional.
El 14 de marzo de 2004 fue elegido diputado por Madrid. En dichas elecciones, Izquierda Unida consiguió la menor representación parlamentaria de Izquierda Unida hasta el momento; tres escaños. A finales de 2004 fue reelegido Coordinador general de Izquierda Unida por un estrecho margen de votos, en medio de una fuerte división interna de la coalición debida a los malos resultados electorales y a discrepancias en torno a la línea política adoptada (principalmente con el sector del PCE, liderado por Francisco Frutos).
Desde entonces y hasta el fin de la legislatura 2004-2008 ha sido el Portavoz Titular del Grupo Parlamentario de Izquierda Unida-Iniciativa per Catalunya-Verds y portavoz en la Comisión Constitucional, de Asuntos Exteriores y Mixta para la Unión Europea. En esta faceta propugna por un acercamiento de los gobiernos de izquierda de América Latina a España. Sus críticas y oposición frontal por la política de los gobiernos españoles de José María Aznar en su alineación para la invasión de Irak y Afganistán realizadas por el entonces presidente de Estados Unidos George W. Bush, así como con el gobierno de José Luis Rodríguez Zapatero por su política de enviar más tropas a Afganistán.
En 2007, mediante la convocatoria de unas primarias, fue proclamado candidato de IU para las elecciones generales de marzo de 2008. Tras los malos resultados de Izquierda Unida en dichas elecciones, en los que IU perdió tres de los cinco diputados que tenía, en el peor resultado electoral de la coalición, anunció su retirada como Coordinador General de Izquierda Unida, sin abandonar su escaño como diputado, achacando a este mal resultado el bipartidismo y el sistema electoral, al que calificó de injusto.

### Refundación de IU

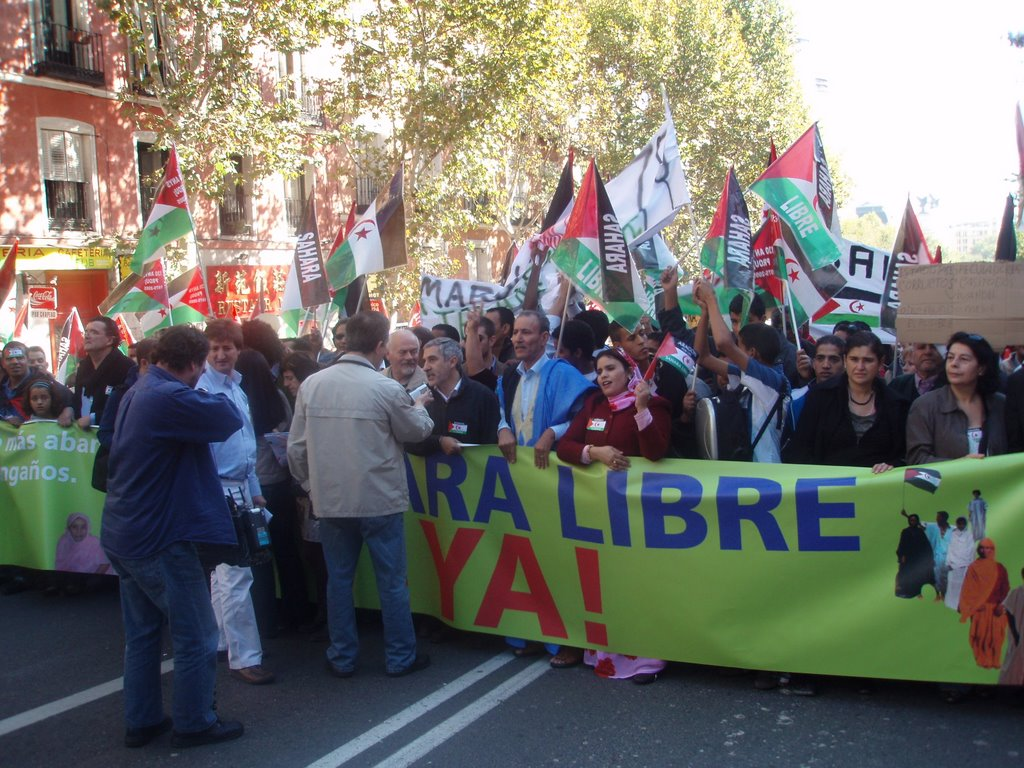
Gaspar Llamazares siempre se ha destacado por ser un político muy activo en las reivindicaciones sociales. En esta imagen de 2006, en una manifestación de apoyo a la autodeterminación del Sáhara Occidental promovida por la RASD en Madrid.

La IX Asamblea Federal de la coalición, celebrada los días 15 y 16 de noviembre de 2008, concluyó sin elegir a un nuevo Coordinador General que sustituyera a Gaspar Llamazares, ante el desacuerdo entre las distintas corrientes de la coalición. Dichas corrientes se plasmaron en cinco candidaturas: la articulada en torno al PCE, que obtuvo un 43 % de los votos en la elección del Consejo Político Federal; la llamazarista (IU Abierta), 27 %; la denominada Nacional II o tercera vía, articulada en torno a dirigentes catalanes, madrileños y aragoneses, y que en la anterior asamblea apoyó a Gaspar Llamazares, 19 %; una cuarta lista que agrupó a sectores críticos del PCE, vascos y murcianos así como a la mayoría extremeña, 6 %; y la compuesta por el CUT y los críticos andaluces, 5 %. Una comisión, presidida por Cayo Lara, que fue candidato de la corriente liderada por el PCE a la Coordinación General y coordinador de IU Castilla-La Mancha, se encargó de preparar la convocatoria del Consejo Político completo (en la asamblea sólo se elige a la mitad, 90 miembros; los otros 90 son elegidos por las federaciones territoriales).

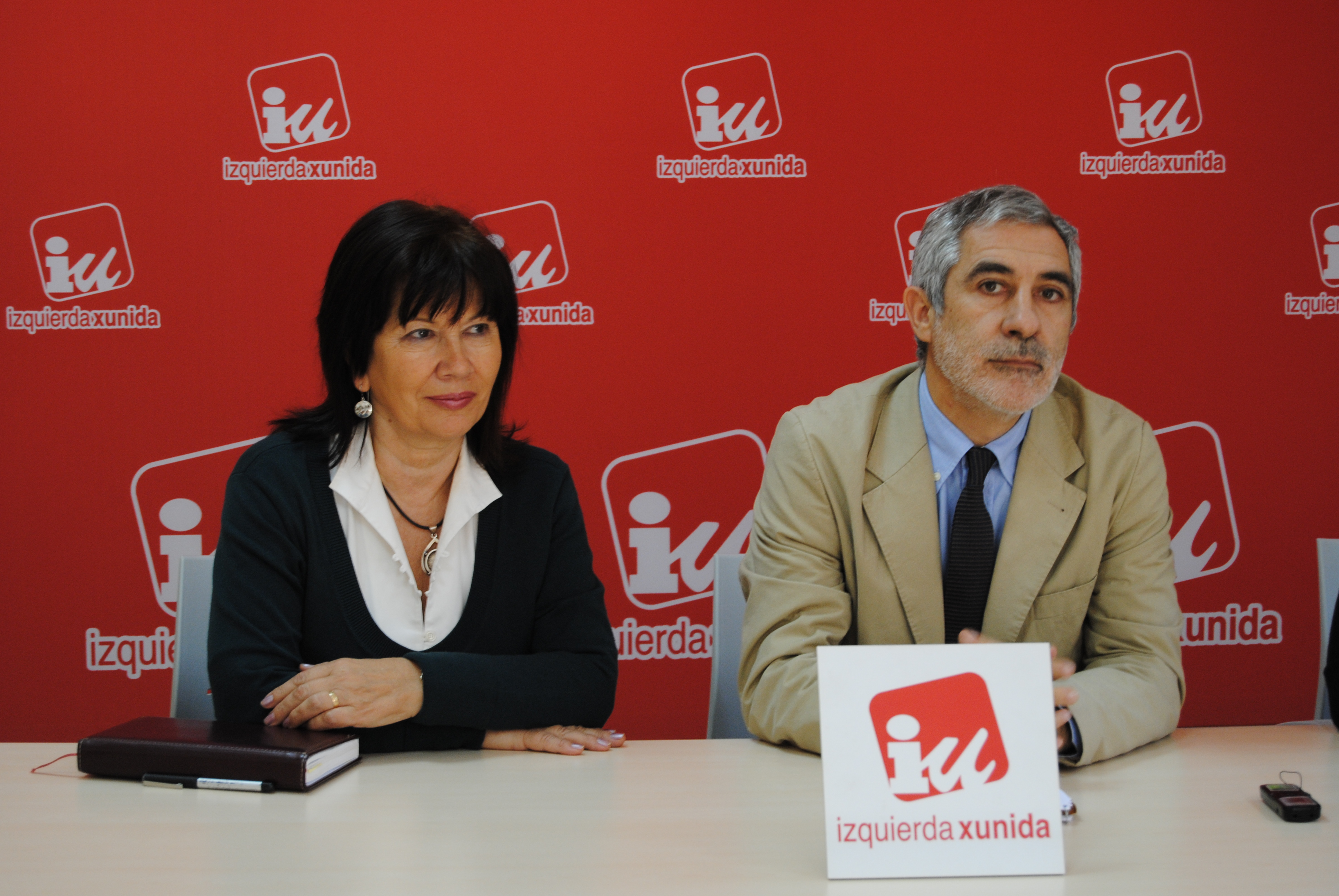
En 2011 junto con Esther García, candidata a senadora por IU en Asturias.

Finalmente, el Consejo Político Federal, convocado el 14 de diciembre, eligió a Cayo Lara como coordinador general de la coalición con un 55,08 % de los votos, frente al candidato de la Nacional II Joan Josep Nuet. El otro sector cercano a Gaspar Llamazares prefirió finalmente no presentar candidato y abstenerse.
Así, el nuevo coordinador Cayo Lara remarcó desde un primer momento la apuesta por alejar a IU del PSOE, por considerar que defiende el neoliberalismo al igual que el Partido Popular, y de refundar la izquierda anticapitalista, para converger con otras fuerzas de izquierdas y salir a la calle y presentar una alternativa a la crisis.
Para las Elecciones generales de 2011 se presentó como cabeza de lista por la circunscripción de Asturias y resultó elegido, obteniendo el 13,27 % y casi 85 000 votos, prácticamente doblando el porcentaje de votos a Izquierda Unida en esa comunidad con respecto a las elecciones de 2008, en que obtuvo menos de 50 000 votos. La suya por Asturias fue la candidatura de IU que más porcentaje recibió en las elecciones generales de 2011.

#### Creación de Izquierda Abierta
Llamazares fue uno de los principales impulsores de la creación del nuevo partido Izquierda Abierta (IAb) integrado en IU con el objetivo de formalizar esta corriente ideológica y estar en igualdad de condiciones frente al PCE. Así, en julio de 2011 se anunciaba su constitución dejando claro que abriría las puertas del partido a los no militantes, siendo una de sus características singulares el tender lazos con otros sectores y fuerzas políticas dentro y fuera de Izquierda Unida para construir un "frente amplio" de izquierdas y convertirse en la "representación política" de la "indignación".
Tras su Asamblea Constituyente en septiembre de 2012 Llamazares fue elegido co-portavoz junto a Montserrat Muñoz.

### Candidato al Principado de Asturias (2015)
En enero de 2015 disputó y se impuso en primarias al entonces coordinador general Manuel González Orviz, para encabezar la lista de la coalición en el Principado de Asturias en las elecciones autonómicas del mes de mayo. Obtuvo su apoyo en Oviedo y Gijón, las principales agrupaciones de la coalición en Asturias. Se presentó así por tercera vez —lo había hecho antes en 1995 y 1999— a candidato a la Presidencia del Principado. La lista que encabezó logró cinco escaños en la cámara legislativa autonómica y fue considerado el mayor éxito de IU en las elecciones autonómicas y municipales que sufrió un descalabro generalizado en toda España.

### Plataforma política Actúa (2017-2019)
El 19 de abril de 2017, Baltasar Garzón presentó junto con Llamazares la nueva plataforma política Actúa con el objetivo principal de «dar voz a la izquierda que no se siente representada» ni por el PSOE ni por Podemos, si bien declararon que no se presentarían a las elecciones generales. En el acto participaron personalidades como la abogada Cristina Almeida; Federico Mayor Zaragoza (exdirector de la Unesco); el poeta Luis García Montero (aspirante en 2015 a la Presidencia de la Comunidad de Madrid por IU-CM); y la periodista Teresa Aranguren.
Cuatro meses más tarde anunciaron el registro de dicha organización en el registro de Partidos Políticos del Ministerio del Interior, declarando que no descartaban presentarse a las próximas elecciones, si bien el principal motivo para registrarla como partido era adquirir la exclusividad de la marca.
El 24 de diciembre de 2018 anunció su dimisión de todos los cargos federales en IU que desempeñaba. Un mes después, el 21 de enero de 2019, renunció a su acta de diputado del Parlamento de Asturias y anunció que no se presentaría a las primarias para ser candidato de IU en las elecciones autonómicas del 26 de mayo de ese mismo año. El 1 de febrero se dio de baja en Izquierda Unida mediante una carta enviada al coordinador general Alberto Garzón.
En febrero de 2019 Actúa eligió a Llamazares para encabezar su lista a las elecciones europeas concurriendo bajo el paraguas de Primavera Europea impulsado por DiEM 25, movimiento liderado por Yanis Varoufakis.
En las elecciones generales de abril de 2019 encabezó la lista de Actúa. El partido estuvo presente en ocho circunscripciones y logró 30.448 votos quedando fuera del Congreso de Diputados.

### Concejal del Ayuntamiento de Oviedo (2023-act.)

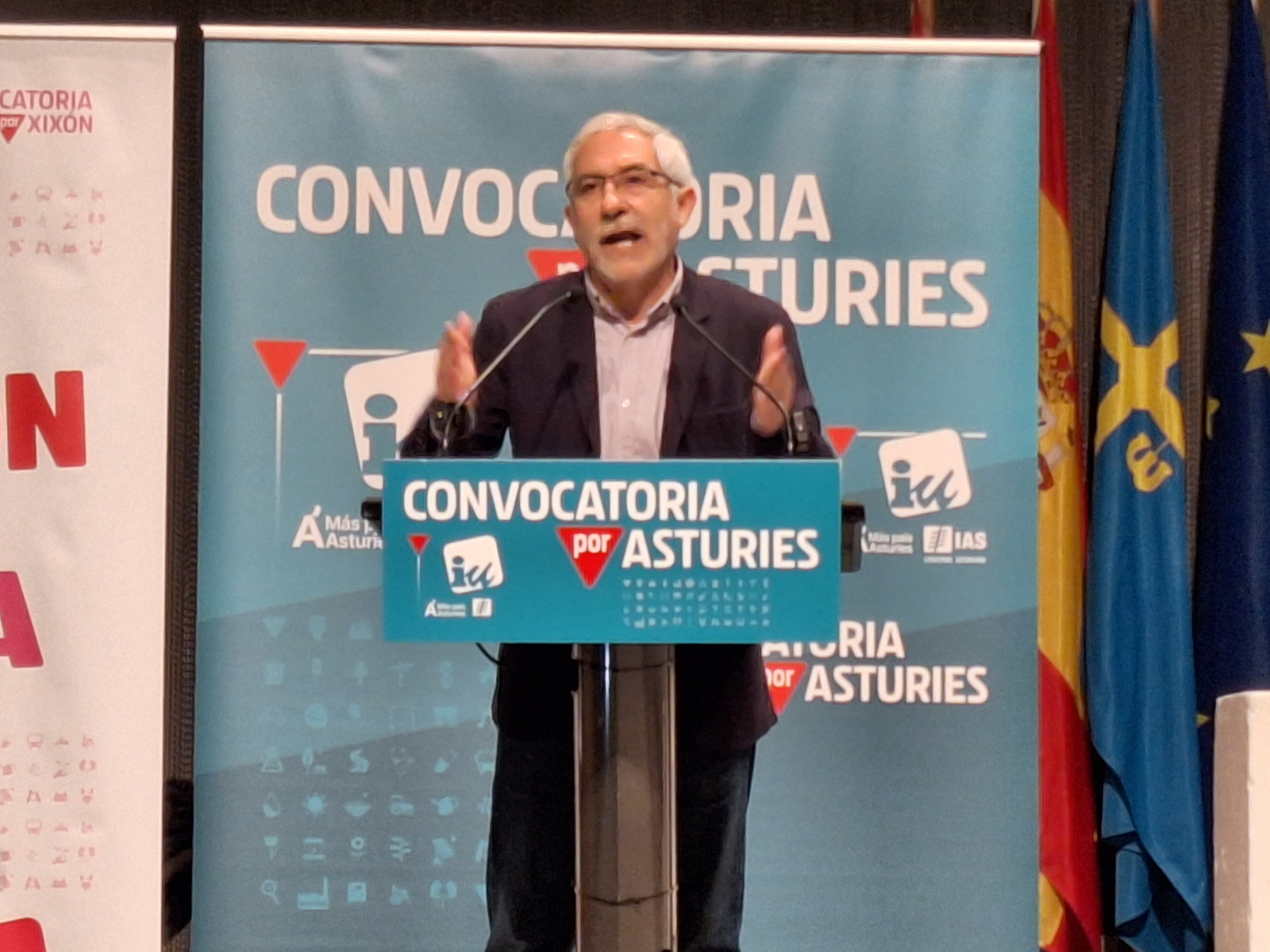
Gaspar Llamazares en un acto de campaña de Convocatoria por Asturias (2023)

Vuelve a la política el 26 de febrero de 2023 tras ser anunciado como candidato de Izquierda Unida a la alcaldía del Ayuntamiento de Oviedo en la elecciones municipales de mayo de dicho año. Lideraría una candidatura denominada Convocatoria por Oviedo (marca municipal de la coalición Convocatoria por Asturias, que integra a IU, IAS y Más País).
En dichos comicios Convocatoria por Oviedo entra el pleno del Ayuntamiento de Oviedo con 3 concejales de 27, el 10,15 % de los votos, y Llamazares es elegido concejal.

## Libros
- Del sueño democrático a la pesadilla populista (ISIDORA EDICIONES ROSA AMOR DEL OLMO, 2022)
- Pandemonium (diario de pandemia y populismo) (LA FACTORÍA DE EDICIONES, 2021)
- La izquierda herida (La Esfera de los Libros, 2020).
- El libro rojo de Gaspar Llamazares (1001 EDICIONES, 2012)